# Hugo Porfírio
Hugo Cardoso Porfírio (ur. 28 września 1973 w Lizbonie) – portugalski piłkarz, były reprezentant tego kraju, grający na pozycji pomocnika lub napastnika.
Porfírio jest wychowankiem Sportingu, w którym „przebił się” do seniorskiego składu w sezonie 1992/1993, był tam jednak jedynie rezerwowym. W latach 1994–1996 był wypożyczany, wpierw do Futebol Clube Tirsense, a później do União de Leiria. W przerwie zimowej sezonu 1996/1997 trafił do angielskiego klubu West Ham United na zasadzie wypożyczenia. W następnym sezonie grał w Racingu Santander. W sezonie 1998/1999 wykupiła go SL Benfica, ale od razu wypożyczyła go do Nottingham Forest. W sezonie 2000/2001 grał na zasadzie wypożyczenia w CS Marítimo. W latach 2004–2006 grał w klubie 1° Dezembro, a w sezonie 2006–2007 – w Orientalu Lizbona. Od 2007 roku gra w saudyjskim klubie An-Nassr.

## Reprezentacja Portugalii
W reprezentacji Portugalii rozegrał, jako gracz União Leiria i Sportingu, 3 mecze. Brał udział w letnich igrzyskach olimpijskich w Atlancie, na których jego reprezentacja zdobyła czwarte miejsce. Znajdował się także w kadrze na Euro 1996.